# Дарио Џамоња
Дарио Џамоња (Сарајево, 18. јануар 1955 — Сарајево, 15. октобар 2001) био је босанскохерцеговачки писац, новинар и колумниста у часописима Слободна Босна, Ослобођење, Колумниста те уредник у часопису Лица.

## Биографија
Дарио Џамоња рођен је 18. јануара 1955. године у Сарајеву. Уписао је гимназију, али је никада није завршио јер је већ отад отпочео живот у сарајевским кафанама, одајући се алкохолу. Био је дијете разведених родитеља, дио нефункционалне породице ради чега га је увијек пратио осјећај да никоме не припада сем Сарајеву, његовом вољеном Сарајеву које му је било вјечна инспирација. Његов живот је од самог почетка имао тугаљив призвук емотивне скитнице: најприје му отац извршава самоубиство, потом и стриц, а мајка заувијек одлази у Холандију. Одрастао је са баком и дједом у сарајевској улици Језеро бр. 11 (касније та улица мијења име у Кате Говорушић). Када је наступио рат на подручју Босне и Херцеговине, Дарио остаје у Сарајеву до 1993. године и након рањавања, са породицом одлази у Америку. У Сарајево се враћа 1998. године. Отац је двије кћери — Невене и Весне. Такође, има двије сестре — Марту и Мирну.

## Књижевни рад
Приче из живота су овјековјечиле читаву његову прошлост, садашњицу и будућност; сами почеци сежу још у основној школи када својом "једноставношћу" израза не очарава наставницу матерњег језика и добија четири плус. Касније је написао да је баш за ту причу добио тридесет хиљада динара. Дарио Џамоња као прозни писац је каткад истанчано, метафорично, сурово и реално увијек уносио стварне ликове, међу којима је он био и протагониста и антагониста — до сржи искрен и неријетко двосмислен. Управо због тог неоклијевања да се оголи, одраз његовог ауторског рада одавао је небрушену, аутобиографску црту личности у којима су многи читали ретке које је написао и о томе наглас ћутали. Теме које су господариле његовим причама биле су о самоћи, о пијанствима и мамурлуцима, о свом "псећем" прљавом стану, о тужној судбини која га је упорно пратила, о своме дједу и о наоко уобичајеним људским животима.
Био је колумниста Слободне Босне (која му након егзила нуди да пише о својој америчкој свакодневици), Ослобођења, Колумнисте и радио је као уредник у часопису Лица. "Приче из моје улице" — своју прву дебитантску књижицу од свега педесетак страна, објавио је 1979. године. Затим слиједи "Здравствена књижица" 1985. године, потом "Приручник" 1988. године, "These days" 1989. године. За свога живота, објавио је свега десет књига, али упркос томе, култност његовог сарајевског изричаја и свједоџбе о времену које је нагризало сваку пору истинске несреће којом је одисао, Дарио Џамоња се ипак није исписао из живих него продужио дах свога времена чију је цијену платио откупом своје сирове коже.

## Књижевне награде
Добитник је награде Веселин маслеша за најбољу књигу прозе за 1985. годину, те Fund Free Expression Award 1993. годие; Writes Club Madison — друга награда за нон-фицтион 1994. године и откупне награде за поезију Мадисон, 1996. године.